# Вітер зі сходу (фільм, 1940)
«Вітер зі сходу» — радянський пропагандистський художній фільм 1940 року, знятий режисером Абрамом Роомом на Київській кіностудії.

## Сюжет
Кінець тридцятих років. У західноукраїнському селі Лентівня панує поміщиця графиня Пшежинська. Вона забирає останній клаптик землі у бідняка Хоми Габрися, тому що через його ділянку проходить нова дорога до її замку. Обурений Хома Габрись (Амвросій Бучма) в знак протесту забирає зі свого поля два мішка землі. Його штрафують і герой потрапляє в ще більшу кабалу до графині. Тим часом в Лентівню приїжджає молода вчителька Ганна. Вона спостерігає за несправедливістю панів по відношенню до селян. Її релігійні ілюзії швидко розсіюються, і незабаром вчителька починає співчувати і допомагати більшовикам.

## У ролях
- Амвросій Бучма — Хома Габрись
- Тетяна Кондракова — Ганна, вчителька
- Валентина Бжеська-Бучма — дружина Хоми
- Ю. Островой — Валік
- Борис Авшаров — Василь
- Ольга Жизнєва — Яніна Пшежинська
- Ростислав Плятт — Матеуш, керуючий
- Сергій Мартінсон — Стефан
- Євген Курило — Андрій
- Стефа Стадниківна — Марійка
- Орест Сліпенький — Яків
- Петро Сорока — Іван, брат Хоми
- Л. Сердюкова — Магда
- Йосип Стадник — Дубчак
- В. Рачка — Юзеф
- Михайло Гродський — німецький консул

## Знімальна група
- Режисер-постановник: Абрам Роом
- Сценаристи:Олександр Дубровський, Василь Кучер, Ванда Василевська
- Оператор-постановник: Микола Топчій
- Художник-постановник: Моріц Уманський
- 2-й художник: Я. Брескін
- Композитор: Гаврило Попов
- Звукооператор: Андрій Демиденко; 2-й звукооператор — Ірина Черняховська
- Асистент по монтажу: О. Скрипник
- Асистенти оператора: Микола Мокроусов, К. Петриченко
- Помічник режисера: Я. Шейнкман
- Директор картини: Ю. Грушевський